# Gheorghe Apostol
Gheorghe Apostol (Tudor Vladimirescu, 16 maggio 1913 – Bucarest, 21 agosto 2010) è stato un politico rumeno.
Politico di rilievo durante il regime comunista, è noto per la sua grande rivalità con Nicolae Ceaușescu. Fu primo segretario del Partito Comunista Rumeno (all'epoca Partito Rumeno dei Lavoratori) tra il 1954 e il 1955.

## Biografia
Nato in un villaggio nel Distretto di Galați, nel 1934 divenne membro del Partito Comunista Rumeno. Subito dopo la seconda guerra mondiale, tra il 1945 e il 1952, è il presidente della Confederazione generale dei lavoratori (Confederației Generale a Muncii) dopodiché presidente del Consiglio generale dei sindacati (Consiliului General al Sindicatelor) tra il 1955 e il 1961 e poi tra il 1967 e il 1969. In due occasioni è stato vicepresidente del consiglio dei ministri (1952-1954 e 1961-1967) e primo segretario del Partito Comunista rumeno (1954-1955) oltre che ministro in diverse occasioni.
Accusato di scarsa moralità è stato mandato in America del Sud come ambasciatore tra il 1969 e il 1989.
Nel 1988, assieme ad altri 5 esponenti comunisti firmò una lettera aperta di protesta (chiamata Scrisoarea celor șase ossia Lettera dei Sei) contro il regime di Ceaușescu, che divenne pubblica in Romania dopo la sua trasmissione tramite le radio Voce dell'America e Radio Free Europe. A seguito di ciò venne posto agli arresti domiciliari e sottoposto a continui interrogatori affinché rivelasse di essere un agente provocatore al soldo dei nemici del regime.
Dopo la caduta del regime di Ceaușescu, nel 1989, cercò, senza successo di rifondare un partito comunista rumeno col nome di Partito Socialista Laburista.

## Vita privata
Si è sposato tre volte, l'ultima delle quali con la cantante lirica rumena Adriana Codreanu. Ha avuto tre figli: Eugenia dalla prima moglie, Gelu e Sanda (emigrati da molti anni rispettivamente in Canada e Israele) dalla terza moglie.